# Placide Vernet
Placide Vernet OCSO (* 13. Juni 1922 in Fleury-en-Bière; † 19. August 2018 in Saint-Nicolas-lès-Cîteaux) war ein französischer römisch-katholischer Geistlicher, Trappist und Ordenshistoriker.

## Leben und Werk
Der unweit Barbizon geborene Vernet trat 1939 im Alter von 17 Jahren in das Kloster Cîteaux der Trappisten ein, legte 1941 die zeitliche und 1945 die ewige Profess ab und wurde 1947 zum Priester geweiht. Sein Ordensname Placide verweist auf Placidus von Subiaco. Nach 79 Jahren als Mönch und nach 71 Jahren als Priester starb er im Alter von 96 Jahren in seinem Heimatkloster. In Anerkennung seiner Forschungen zur Geschichte des Zisterzienserordens und seiner zahlreichen Publikationen zu Fragen der Liturgiereform (unter anderem in der trappistischen Zeitschrift Liturgy) wurde ihm 2012 eine Festschrift gewidmet.
Vernet war von 1943 bis 1944 im Rahmen des Service du travail obligatoire in Breitenlee (heute Wien) zur Zwangsarbeit eingesetzt, von wo er Kontakt zu den Zisterziensern des Stiftes Heiligenkreuz aufnahm.

## Werke
- (mit Danièle Choisselet) Les ecclesiastica officia cisterciens du XIIème siècle. Texte latin selon les manuscrits édités de Trente 1711, Ljubljana 31 et Dijon 114. Version française, annexe liturgique, notes, index et table.  La documentation cistercienne, Reiningue 1989.
  - (deutsch) Ecclesiastica officia. Gebräuchebuch der Zisterzienser aus dem 12. Jahrhundert; lateinischer Text nach den Handschriften Dijon 114, Trient 1711, Ljubljana 31, Paris 4346 und Wolfenbüttel Codex Guelferbytanus 1068; deutsche Übersetzung, liturgischer Anhang, Fußnoten und Index nach der lateinisch-französischen Ausgabe von Danièle Choisselet (La Coudre) und Placide Vernet (Cîteaux) / übers., bearb. und hrsg. von Hermann M. Herzog und Johannes Müller. Bernardus-Verlag, Langwaden 2003.
- (Hrsg.) Dorothée Jalloutz (1718?–1788): Cisterciens au Val-des-Choux et à Sept-Fons. Règlements généraux. L’Harmattan, Paris 2005.